# The Sims Medieval
The Sims Medieval — відеогра в жанрі симулятор життя, розроблена компанією The Sims Studio і видана Electronic Arts 22 березня 2011 для Microsoft Windows, Mac OS X та iOS (доступна для Nokia Lumia Windows Phone з 25 березня 2013). Є повноцінною грою, входить в серію The Sims.

## Ігровий процес
The Sims Medieval має сетинг середньовіччя. Гравець будує королівство, відправляючи Сімів виконувати квести, і заробляючи плату в формі Королівських Балів. Гра відрізняється від інших ігор серії Sims тим, що гравець може виграти гру досягнувши амбіції королівства, тобто кінцевої цілі, що обирається для королівства. До амбіцій входять: "Best In Show", "Busy Builder", "Efficient Expander", "Fame", "Filled Coffers", "Hard Workers", "Imperial Domination", "Legendary", "No Quest For The Weary", "Safe And Sound", "Thoughts And Prayers", і "Wealthy Populace".
Від інших ігор серії ця відрізняється і тим, що створення персонажа, симуляція, і архітектурний сторони гри сильно обмежені і змінені для загостренні фокусу на рольовому стилі геймплею. Приміром, гравець може змінити естетику та інтер'єр, але не може змінити структуру і форму будівель. Замість цього гра заохочує гравця розвивати королівство.
З попередніх ігор лишилось тільки дві шкали потреб: Голод і Енергійність. Емоції, які взяли з попередніх ігор, прискорюють або пригальмовують виконання завдань. Гравець повинен виконувати щоденні обов'язки його Сімів. До них належать завдання пов'язані з професією Сіма, які він має виконати за певний проміжок часу. Якщо їх проігнорувати, через невиконання свого обов'язку Сім отримає негативні емоції.
Амбіції можна завершити використовуючи героїв. Гравець може виконувати завдання двома персонажами. Наприклад, чаклуном і лікарем співпрацюючи в одному квесті або лицарем і монархом заразом. Діяльність, досвід і характеристики персонажа впливають на його успіх, і гравець може вибрати команду для квесту. Гравець також обирає який Сім буде лідером команди. Виконання квесту визначається тим як довго і як високо гравець може зберігати слайдер діяльності свого Сіма заповненим. Гравець може виділяти скільки завгодно часу на квест, але виконання квесту постраждає якщо нехтувати завданнями квесту дуже довго.
Як і в першому поколінні основної серії, The Sims, персонажі гри не прогресують проходячи життєві етапи: хоча Сіми здатні давати потомство, якщо один з їхніх батьків помирає, діти що досягли повноліття займуть їхнє місце. Кожен Сім має дві нормальні риси характеру і один фатальний недолік, який можна перетворити на позитивну рису через квест, на відміну від The Sims 3, де є п'ять основних рис, що залежать від вікової групи.

### Типи героїв
Гравець може керувати декількома 'героями', або професіями, які різняться здібностями і обов'язками. До героїв належать:
- Монархи керують королівством і здатні укладати дипломатичні угоди з іншими королівствами. Вони можуть брати участь у дуелях, одружуватися з важливими NPC, робити проголошення чи видавати укази. Їхні титули можуть змінюватися між Лордами/Леді, Королями/Королевами і Імператорами/Імператрицями залежно від числа територій, які вони анексували.
- Маги можуть чаклувати або битися використовуючи закляття, вивчені з великої книги заклинань (англ. spellbook)[3] використовуючи рухи, що необхідно запам'ятати.
- Шпигуни можуть труїти інших Сімів, або красти для свого королівства.
- Священники є двох різновидів, петеранці (англ. Peteran)[3] і яків'яни (англ. Jacoban)[3]. Переранські Священники ідуть легшим шляхом і намагаються навернути Сімів проповідями сповненими піднесення. Яків'янські Священники використовують страх як засіб навернення і носять дороге вбрання.[4]
- Ковалі використовують руду добуту в королівстві для виробництва броні і зброї.
- Лікарі, як того очікується, бережуть здоров'я людей використовуючи технології того часу, особливо п'явки.
- Лицарі можуть тренувати силу і витривалість і використовуються для завоювання нових земель.
- Торговці мають доступ до іноземних товарів і торговельні можливості.
- Барди можуть говорити з пам'яті вірші і грати музику на лютні для інших Сімів.